# 张黎明 (1954年)
张黎明（1954年—），女，汉族，中华人民共和国政治人物，中华全国妇女联合会组织（联络）部部长，中国共产党党员，第十一届全国政协委员。

## 生平
2008年，当选第十一届全国政协委员，代表中华全国妇女联合会，分入第十九组。